# Vojtěch Čipera

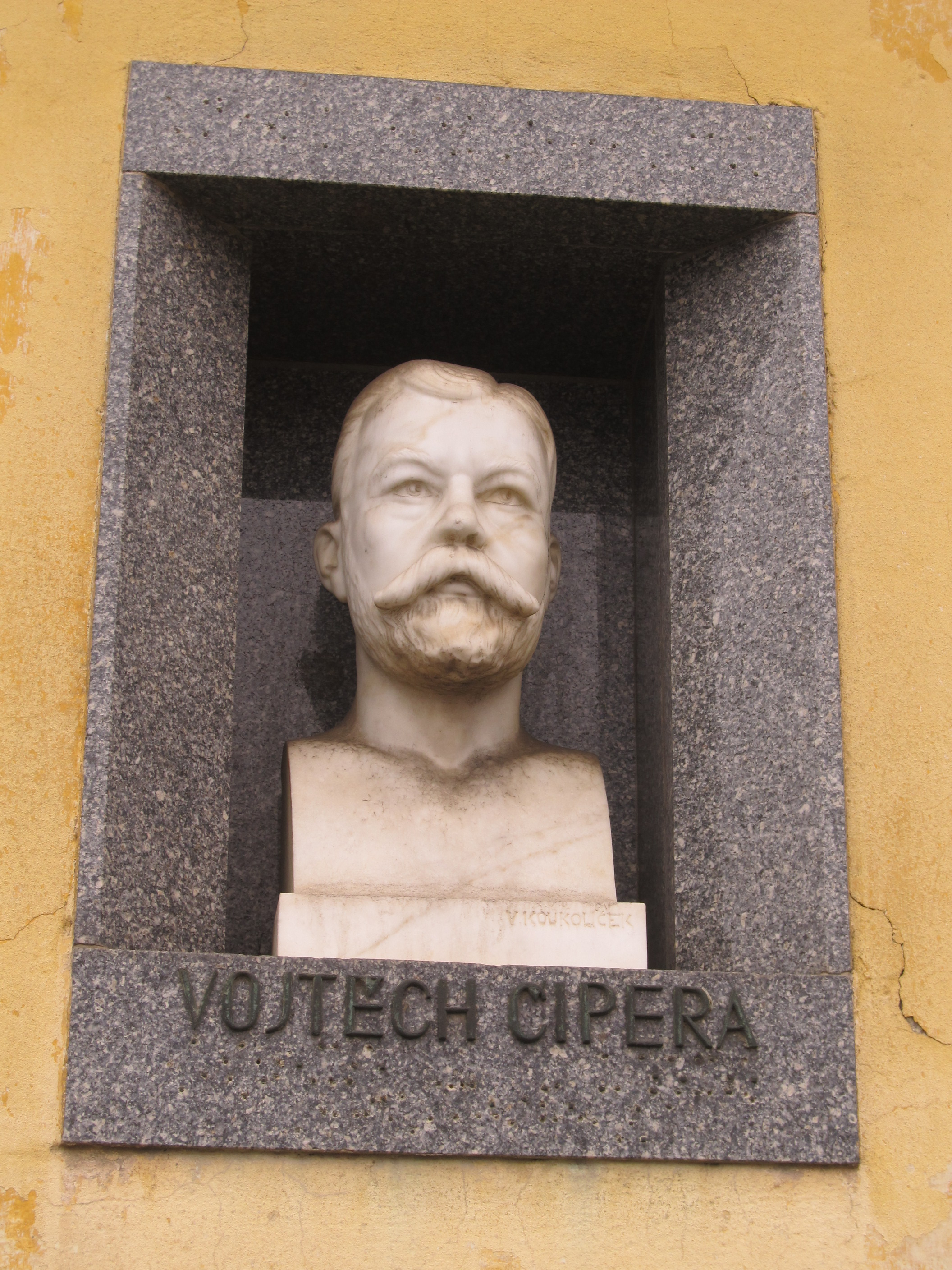
Kyšice – busta na domě Vojtěcha Čipery

Vojtěch Čipera (20. dubna 1869 Kyšice – 2. února 1927 Kyšice) byl český a československý politik, meziválečný poslanec, později senátor Národního shromáždění ČSR; předák malorolníků a domkářů na Plzeňsku, vůdce malé politické strany zvané čiperovci, která se ve 20. letech sloučila s Československou stranou národně socialistickou.

## Biografie
V roce 1905 založil organizaci domkářů a malozemědělců. Dlouhodobě redigoval časopis Obzor, který byl ústředním orgánem malozemědělců. Patřil mezi organizátory zemědělců na Plzeňsku a Budějovicku.
Ve volbách do Říšské rady roku 1907 byl kandidátem za Českoslovanskou sociálně demokratickou stranu dělnickou, ale nebyl zvolen. Za sociální demokraty kandidoval bezvýsledně i ve volbách na Český zemský sněm roku 1908 na Klatovsku a Plánicku. Koncem roku 1908 se se sociálně demokratickou stranou rozešel. Ve volbách do Říšské rady roku 1911 kandidoval neúspěšně za venkovský volební obvod Rokycansko, nyní jako nezávislý kandidát (sociálně demokratický domkář).
V letech 1919–1920 zasedal v Revolučním národním shromáždění. Poslanecký slib složil až na 72. schůzi parlamentu v září 1919. V tomto zákonodárném sboru zastupoval Českou státoprávní demokracii, později přetvořenou v Československou národní demokracii. Byl profesí živnostníkem.
Byl vůdcem samostatné malé politické strany, zvané čiperovci. O čiperovcích jako svébytném politickém bloku se na Plzeňsku mluvilo již za Rakouska-Uherska. Účastnili se parlamentních voleb v roce 1920 (oficiálně Strana malorolníků, domkářů a živnostníků Republiky Československé), ale strana získala jen něco přes 40 000 hlasů, takže nedosáhla na mandát. Následně se sloučila s národními socialisty, v níž nahradila vyloučenou malozemědělskou skupinu Vladimíra Drobného.
V parlamentních volbách v roce 1925 získal senátorské křeslo za národní socialisty v Národním shromáždění. V senátu setrval do své smrti roku 1927. Pak ho nahradil Josef Hubka.
Zemřel v únoru 1927 na chřipkovou epidemii, po několikadenním onemocnění.